# Affaire Dangnivo
Le texte peut changer fréquemment, n’est peut-être pas à jour et peut manquer de recul. 
Le titre et la description de l'acte concerné reposent sur la qualification juridique retenue lors de la rédaction de l'article et peuvent évoluer en même temps que celle-ci.
L'affaire Dangnivo est une affaire criminelle béninoise qui a pour point de départ la disparition d'un cadre du Ministère de l'Économie et des Finances du Bénin et militant de l'opposition, Pierre Urbain Dangnivo, le 17 août 2010 alors qu'il rentrait de service.
L'opposition, les confédérations syndicales et les parents du disparu, accusent le gouvernement de l'avoir éliminé pour ses révélations sur de nombreux scandales financiers.
Le 27 septembre 2010, un corps non identifié par la famille du disparu est exhumé à Abomey-Calavi au domicile d'un repris de justice et présenté par le procureur de la république comme étant celui de Pierre Urbain Dangnivo.
Un suspect, Codjo Cossi Alofa et son présumé complice Amoussou Donatien sont arrêtés et écroués à la prison civile de Missérété. Leur procès a repris le 23 août 2018.

## La victime
Pierre Urbain Dangnivo est un cadre du ministère de l'Économie et des Finances du Bénin. Il est également membre du parti social démocrate du Bénin, un parti membre de l'opposition politique béninoise. 
Le 23 août 2010, la fédération des syndicats du ministère chargé des finances (Fesyntra-Finances) annonce sa disparition dans la nuit du mardi 17 août 2010 vers 21 h alors qu'il rentrait de service à bord de sa voiture, une Audi 80 immatriculée AC 2223 RB.
Le 27 septembre 2010, le présumé corps de Dangnivo est exhumé dans l'arrière-cour d'un charlatan à Womey dans la commune d'Abomey-Calavi. Le frère du disparu, Grégoire Messan Dangnivo, qui a assisté à l'exhumation ne reconnait pas le corps de Pierre Urbain et dénonce un montage de l'État. 
L'opposition, les syndicats et les parents du disparu accusent l'État de l'avoir éliminé pour avoir révélé plusieurs scandales financiers, notamment l'affaire ICC Services. Ils refusent les comparaisons ADN proposées par le gouvernement.

## Le suspect
Codjo Cossi Alofa est un charlatan impliqué dans de nombreuses affaires de vol. Il est suspecté de la disparition et du meurtre de Pierre Urbain Dagnivo. Il est arrêté avec son présumé complice Donatien et écroué à la prison Civile de Missérété d'où il s'évade le 3 février 2015, la veille de son procès. Le 15 mars 2015, après un mois de cavale, il est arrêté à Lomé et extradé au Bénin.

## Procès
Le 23 août 2018 a repris le procès de Codjo Cossi Alofa et Donatien Amoussou, principaux suspects dans cette affaire. 
Au cours de ce procès, ils disent avoir fait de faux aveux lors de leurs interrogatoires en 2011 et refusent cette fois-ci toute implication dans la disparition et l'assassinat de Pierre Urbain Dangnivo. Ils déclarent avoir été sollicités par des personnalités au sommet de l'État pour faire ce faux aveu contre une récompense de 25 millions de francs CFA.
Saisie par les accusés, la Cour constitutionnelle du Bénin statue le 23 janvier 2020 que la longueur de la détention sans que le tribunal ait déterminé la culpabilité des prévenus constitue une violation du droit d'être jugé dans un délai raisonnable,.
Après les années 2015, 2016 et 2018, le procès s'est de nouveau ouvert au Tribunal de première instance de Cotonou, le mardi 11 mars 2025. Les présumés auteurs de l'assassinat de Pierre Urbain Dangnivo se sont livrés à des révélations devant les juges, accusant des hauts responsables de leur avoir demandé d'endosser l'assassinat en échange d'argent. Ces accusations ont été rejetées par les hauts responsables. Les témoins Lani Davo et Koumassègbo ont fait des dépositions au tribunal.